# Gemerček
Gemerček – wieś (obec) na Słowacji położona w kraju bańskobystrzyckim, w powiecie Rymawska Sobota. Pierwsze wzmianki o miejscowości pochodzą z roku 1427. 
Według danych z dnia 31 grudnia 2012, wieś zamieszkiwało 105 osób, w tym 55 kobiet i 50 mężczyzn.
W 2001 roku pod względem narodowości i przynależności etnicznej 16,24% mieszkańców stanowili Słowacy, a 83,76% Węgrzy. 98,29% mieszkańców było katolikami rzymskimi.